# Badminton na Letnich Igrzyskach Olimpijskich 2008
Rywalizacja w badmintonie na XXIX Letnich Igrzyskach Olimpijskich w Pekinie trwała od 9 do 17 sierpnia. Rozegranych zostało 5 konkurencji: singiel kobiet, singiel mężczyzn, debel kobiet, debel mężczyzn i mikst. Mecze odbyły się w hali Pekińskiego Uniwersytetu Technologicznego.

## Kwalifikacje
Kwalifikacje do Igrzysk Olimpijskich 2008 rozpoczęły się w maju 2007 r. i trwały do kwietnia 2008 r. Przez ten czas udział w rozgrywkach organizowanych przez Międzynarodową Federację Badmintona nagradzany był punktami, które umożliwiły kwalifikację do Igrzysk.

## Kalendarz
| sierpień         | 9    | 10   | 11          | 12  | 13          | 14          | 15                 | 16                 | 17                 |
| ---------------- | ---- | ---- | ----------- | --- | ----------- | ----------- | ------------------ | ------------------ | ------------------ |
| singiel mężczyzn | 1/32 | 1/32 | 1/16        | 1/8 |             | ćwierćfinał | półfinał           | o 3. miejsce       | finał              |
| singiel kobiet   | 1/32 | 1/16 | 1/8         |     | ćwierćfinał |             | półfinał           | o 3. miejsce/finał |                    |
| debel mężczyzn   |      |      |             | 1/8 | ćwierćfinał | ćwierćfinał | półfinał           | o 3. miejsce/finał |                    |
| debel kobiet     |      | 1/8  | ćwierćfinał |     | półfinał    |             | o 3. miejsce/finał |                    |                    |
| mikst            |      |      |             | 1/8 |             | ćwierćfinał |                    | półfinał           | o 3. miejsce/finał |

## Polacy
Wśród 172 graczy (86 kobiet i 86 mężczyzn) znaleźli się również reprezentanci Polski.
Kobiety
- Kamila Augustyn – singiel
- Nadieżda Kostiuczyk – mikst

Mężczyźni
- Michał Łogosz – debel
- Robert Mateusiak – debel, mikst
- Przemysław Wacha – singiel

### gra pojedyncza
Kamila Augustyn
| Etap    | Turniej               | Przeciwniczka | Wynik       |
| 1 runda | gra pojedyncza kobiet | Jun Jae-youn  | 15:21, 5:21 |

Przemysław Wacha
| Etap    | Turniej                 | Przeciwnik        | Wynik               |
| 1 runda | gra pojedyncza mężczyzn | Raul Must         | 21:14, 21:15        |
| 2 runda | gra pojedyncza mężczyzn | Christian Bösiger | 21:12, 11:21, 21:19 |
| 3 runda | gra pojedyncza mężczyzn | Bao Chunlai [3]   | 11:21, 21:19, 13:21 |

### gra podwójna
Michał Łogosz / Robert Mateusiak
| Etap       | Turniej               | Przeciwnicy                 | Wynik               |
| 1 runda    | gra podwójna mężczyzn | Glenn Warfe Ross Smith      | 21:13, 21:16        |
| 1/4 finału | gra podwójna mężczyzn | Lars Paaske Jonas Rasmussen | 21:17, 11:21, 15:21 |

### gra mieszana
Nadieżda Kostiuczyk / Robert Mateusiak
| Etap       | Turniej      | Przeciwniczki                   | Wynik        |
| 1 runda    | gra mieszana | Georgie Cupidon Juliette Ah-Wan | 21:8, 21:19  |
| 1/4 finału | gra mieszana | He Hanbin Yu Yang [4]           | 20:22, 21:23 |

## Wyniki

### Kobiety

#### Singiel
| Lp. | Państwo   | Zawodniczka            |
| --- | --------- | ---------------------- |
| 1.  | Chiny     | Zhang Ning             |
| 2.  | Chiny     | Xie Xingfang           |
| 3.  | Indonezja | Maria Kristin Yulianti |
| 4.  | Chiny     | Lu Lan                 |
| 5.  | Niemcy    | Xu Huaiwen             |
| 5.  | Malezja   | Wong Mew Choo          |
| 5.  | Indie     | Saina Nehwal           |
| 5.  | Francja   | Pi Hongyan             |

#### Debel
| Lp. | Państwo          | Zawodniczki                   |
| --- | ---------------- | ----------------------------- |
| 1.  | Chiny            | Du Jing Yu Yang               |
| 2.  | Korea Południowa | Lee Kyung-won Lee Hyo-jung    |
| 3.  | Chiny            | Zhang Yawen Wei Yili          |
| 4.  | Japonia          | Miyuki Maeda Satoko Suetsuna  |
| 5.  | Chiny            | Yang Wei Zhang Jiewen         |
| 5.  | Singapur         | Jiang Yanmei Li Yujia         |
| 5.  | Chińskie Tajpej  | Chien Yu-chin Cheng Wen-hsing |
| 5.  | Japonia          | Kumiko Ogura Reiko Shiota     |

### Mężczyźni

#### Singiel
| Lp. | Państwo          | Zawodnik         |
| --- | ---------------- | ---------------- |
| 1.  | Chiny            | Lin Dan          |
| 2.  | Malezja          | Lee Chong Wei    |
| 3.  | Chiny            | Chen Jin         |
| 4.  | Korea Południowa | Lee Hyun-il      |
| 5.  | Dania            | Peter Gade       |
| 5.  | Chińskie Tajpej  | Hsieh Yu-hsing   |
| 5.  | Chiny            | Bao Chunlai      |
| 5.  | Indonezja        | Sony Dwi Kuncoro |

#### Debel
| Lp. | Państwo           | Zawodnicy                      |
| --- | ----------------- | ------------------------------ |
| 1.  | Indonezja         | Markis Kido Hendra Setiawan    |
| 2.  | Chiny             | Fu Haifeng Cai Yun             |
| 3.  | Korea Południowa  | Lee Jae-jin Hwang Ji-man       |
| 4.  | Dania             | Lars Paaske Jonas Rasmussen    |
| 5.  | Malezja           | Koo Kien Keat Tan Boon Heong   |
| 5.  | Polska            | Michał Łogosz Robert Mateusiak |
| 5.  | Japonia           | Tadashi Ohtsuka Keita Masuda   |
| 5.  | Stany Zjednoczone | Howard Bach Bob Malaythong     |

### Mikst
| Lp. | Państwo          | Zawodnicy                                |
| --- | ---------------- | ---------------------------------------- |
| 1.  | Korea Południowa | Lee Hyo-jung Lee Yong-dae                |
| 2.  | Indonezja        | Lilyana Natsir Nova Widianto             |
| 3.  | Chiny            | Yu Yang He Hanbin                        |
| 4.  | Indonezja        | Vita Marissa Flandy Limpele              |
| 5.  | Polska           | Nadieżda Kostiuczyk Robert Mateusiak     |
| 5.  | Tajlandia        | Saralee Thoungthongkam Sudket Prapakamol |
| 5.  | Dania            | Kamilla Rytter Juhl Thomas Laybourn      |
| 5.  | Wielka Brytania  | Gail Emms Nathan Robertson               |